# Plan (tổ chức viện trợ)
Plan là một tổ chức phi chính phủ quốc tế phát triển cộng đồng lấy trẻ em làm trung tâm, và làm việc trên 48 quốc gia. Có khoảng 1,5 triệu trẻ em và gia đình của các em đang hưởng lợi từ các chương trình của tổ chức. Trong giai đoạn 2007 và 2008, tổ chức đã gây quỹ trên 474 triệu €. Tổ chức do nhà báo John Langdon-Davies thành lập cùng với một nhân viên xã hội làm việc tại trại tỵ nạn tên là Eric Muggeridge. Tổ chức này không có bất kỳ mỗi liên quan chính trị hay tôn giáo nào. Tổ chức hoạt động chủ yếu tại các nước đang phát triển ở Trung và Nam Mỹ, châu Phi và Nam và Đông Nam Á với số lượng nhân viên trên 6,000 người và hệ thống tình nguyện viên trên 50,000. Tổ chức Plan đã có nhiều năm kinh nghiệm trong lĩnh vực y tế công cộng, giáo dục, cư trú và các vấn đề sinh kế tại các cộng đồng mà tổ chức có mặt.

## Bảo trợ trẻ em
Tổ chức Plan hoạt động trên hệ thống "bảo trợ trẻ em". Khoản thu nhập này đóng góp 70% thu nhập của tổ chức. Các cá nhân, tổ chức hoặc gia đình quan tâm sẽ đóng góp tiền cho Plan và có thể trao đổi thư từ với trẻ được bảo trợ, từ đó tạo nên mối quan hệ giữa người bảo trợ và trẻ được bảo trợ. Mỗi cá nhân, tổ chức hoặc gia đình có mối quan hệ với một đứa trẻ tại nước mà Plan làm việc. Hệ thống bảo trợ đảm bảo người bảo trợ có thể thấy đồng tiền họ bỏ ra được sử dụng vào đâu và biết rằng nó được sử dụng một cách hợp lý, khi họ nhận được thư trực tiếp từ đứa trẻ hưởng lợi từ dự án của Plan. Bảo trợ được thực hiện với mục đích tăng cường nhận thức cũng như gây quỹ cho các cộng đồng mà Plan đang làm việc tại đó.
Tiền trên toàn cầu của Plan được phân chia theo quy luật 80:20, có nghĩa là ít nhất 80% tiền được Plan sử dụng vào mục đích phát triển và 20% được chi trả cho việc gây quỹ (chủ yếu là thu hút thêm các nhà bảo trợ khác) cũng như quản lý. Mỗi văn phòng gây quỹ, hoạt động một cách độc lập với nhau sử dụng các phương pháp gây quy khác nhau ở mỗi người và một vài trong số cách đó tỏ ra hiệu quả hơn các cách còn lại. Văn phòng quốc gia gây quỹ tại Australia, Bỉ, Canade, Đan Mạch, Pháp, Đức, Hong Kong, Iceland, Hàn Quốc, Hà Lan, Na Uy, Tây Ban Nha, Thụy Điển, Thụy Sĩ, Anh và Mỹ.
Khoản tiền gây quỹ được dùng cho các dự án đem lại lợi ích cho cả cộng đồng trong đó trẻ em sinh sống mà không đưa trực tiếp tới đứa trẻ. Điều này tạo nên cơ hội phát triển cho trẻ bảo trợ cũng như cộng đồng của chúng. Phương pháp tiếp cận của Plan được gọi là Phát triển cộng đồng lấy trẻ em làm trung tâm. Chương trình mà Plan đang thực hiện là Chăm sóc và phát triển trẻ thơ toàn diện (ECCD). Sức khỏe sinh sản và tình dục bao gồm phòng ngừa, chăm sóc và điều trị HIV; Giáo dục, Nước sạch và vệ sinh; Bảo vệ trẻ em, Đảm bảo quyền công dân và Quản lý nguy cơ thảm họa.